# Woldemar, Prinț de Lippe
Woldemar de Lippe (Günther Friedrich Woldemar; 18 aprilie 1824 – 20 martie 1895) a fost suveran al principatului de Lippe, unde a domnit din 1875 până la moartea sa.

## Biografie
Născut la Detmold a fost al treilea copil al Prințului Leopold al II-lea de Lippe și a Prințesei Emilie de Schwarzburg-Sondershausen (1800–1867). La 9 noiembrie 1858, la Karlsruhe, Woldemar s-a căsătorit cu Prințesa Sofia de Baden (1834–1904), o fiică a Prințului Wilhelm de Baden.
În urma decesului fratelui său Leopold al III-lea, la 8 decembrie 1875, Woldemar i-a succedat ca Prinț de Lippe. În 1892 împreună cu alți suverani germani, Woldemar a participat la o adunare la Berlin cu împăratul german Wilhelm al II-lea. După ce împăratul i-a descris pe ceilalți suverani drept vasalii săi, Prințul Waldemar i-a întrerupt discursul pentru a spune: "Nu, sire, nu vasalii tăi. Aliatii tai, dacă doresti". Acest lucru a fost văzut ca o lovitură de grație pentru ambiția împăratului de a deveni "împărat al Germaniei" în loc de "împărat german".
După decesul său la vârsta de 70 de ani, Woldemar a fost succedat ca Prinț de Lippe de fratele său mai mic, Alexandru. Totuși, deoarece fratele său suferea de o boală mentală a fost necesară stabilirea unei regențe. Prințul Woldemar a prevăzut acest lucru și a scris în testamentul său ca regența ar trebui să meargă la Prințul Adolf de Schaumburg-Lippe, cumnatul împăratului german.
Decizia Prințul Woldemar de a-l numi pe Prințul Adolf a fost începutul unei lungi dispute între cele două linii ale Casei de Lippe: Lippe-Biesterfeld condusă de contele Ernst, care a pretins regența, și prinții Schaumburg-Lippe. Au existat mai multe compromisuri, iar problema a fost rezolvată în cele din urmă în 1905.